# Jean Kokoyan
Jean Kokoyan, est un joueur de pétanque français. 

## Clubs
- ?-? : La Reinette Marseille (Bouches-du-Rhône)

## Palmarès[1],[2]

### Séniors

#### Championnat du Monde
Champion du Monde
- Triplette 1974 (avec José Garcia et René Morales) :  Équipe de France

Finaliste
- Triplette 1975 (avec José Garcia et René Morales) :  Équipe de France 2

#### Championnats de France
Champion de France
- Triplette 1973 (avec José Garcia et Jean-Joseph Santiago) : La Reinette Marseille

#### Mondial La Marseillaise
Vainqueur
- 1968 (avec Frédéric Galbet et Clément Messal)
- 1972 (avec Georges Audry et Triestino Magnani)
- 1980 (avec René Lucchesi et Serge Rouvière)
- 1981 (avec René Lucchesi et Serge Rouvière)
- 1983 (avec René Lucchesi et Jean-Marc Foyot)
- 1983 (avec René Lucchesi et Jean-Marc Foyot)